# Боклер, Вер, 1-й барон Вер
Вер Боклер (англ. Vere Beauclerk; 14 июля 1699, Лондон, Королевство Англия — 21 октября 1781, Лондон, Великобритания) — британский аристократ, сын Чарльза Боклера, 1-го герцога Сент-Олбанса, и внук короля Карла II, 1-й барон Вер с 1750 года (до этого был известен как лорд Вер Боклер). Служил в Королевском флоте, заседал в Палате общин: как депутат от Нью-Виндзора в 1726—1738 и 1738—1741 годах, как депутат от Плимута в 1741—1750 годах. Командовал кораблём Hampton Court, позже стал членом Совета адмиралтейства и старшим морским лордом. Его сын Обри (1740—1802) стал в 1787 году 5-м герцогом Сент-Олбансом.
Вер Боклер был женат с 13 апреля 1736 года на Мэри Чамберс, дочери Томаса Чамберса и Мэри Беркли. В этом браке родились:
- Вер (1736/37—1739)[4];
- Чамберс (1737/38—1747)[4];
- Сэквилл (родился и умер в 1739)[4];
- Обри, 5-й герцог Сент-Олбанс (1740—1802)[4];
- Элизабет (1742—1746)[4];
- Мэри (1743—1812), жена Чарльза Спенсера[6].